# Whitey Mitchell
Gordon B. „Whitey“ Mitchell (* 22. Februar 1932 in Hackensack, New Jersey; † 16. Januar 2009 in Palm Springs, Kalifornien) war ein US-amerikanischer Jazz-Bassist und Autor.
Whitey Mitchell war der jüngere Brüder von Red Mitchell. Er studierte Klarinette, Tuba und Bass, spielte ab 1954 unter anderem bei Bobby Scott, Tony Scott, J. J. Johnson, Kai Winding, Pete Rugolo sowie in den Orchestern von Charlie Ventura (1954/1955) und Gene Krupa (1955). Im Jahr 1958 leitete er ein eigenes Trio und arbeitete mit Johnny Richards, Oscar Pettiford, dem New York Jazz Quartet um Herbie Mann, Peter Appleyard sowie Benny Goodman (1963).
1964/1965 wirkte er in der Broadway-Show Fade Out – Fade In mit und trat mit André Previn in einer Fernsehshow auf. Ab 1965 arbeitete Mitchell vorwiegend als Studiomusiker in Los Angeles. Er war außerdem an Plattenaufnahmen von Herbie Mann, Red und Blue Mitchell, Anita O’Day 1966, Joe Puma 1957, Gene Quill, Jimmy Raney und Betty Roche beteiligt. Unter eigenem Namen nahm er 1956 das Album Whitey Mitchell Sextette auf dem Label ABC-Paramount auf; seine Mitspieler sind unter anderem Steve Lacy, Joe Puma, Don Stratton und Osie Johnson. Mitchell schrieb auch Artikel für das Magazin Down Beat. Er ließ sich später in Palm Springs nieder und begann seine zweite Karriere als Autor für Filme, Fernsehserien und Theaterstücke. Dort starb er am 16. Januar 2009 an Krebs.